# Marco Ferreri
Marco Ferreri, född 11 maj 1928 i Milano, död 9 maj 1997 i Paris i Frankrike, var en italiensk filmregissör, manusförfattare och skådespelare. Hans film La casa del sorriso (1991) tilldelades Guldbjörnen vid filmfestivalen i Berlin 1991. Hans mest kända film är Brakfesten (1973).

## Filmografi i urval
- 1953 – L'amore in città (episoden "Gli Italiani si voltano", roll)
- 1958 – El pisito (manus, regi och ej krediterad roll)
- 1960 – El cochecito (manus och regi)
- 1962 – Mafioso (manus)
- 1965 – Casanova '70 (roll)
- 1969 – Dillinger è morto (Dillinger Is Dead) (manus och regi)
- 1969 – Svinstian (roll)
- 1973 – Brakfesten (manus och regi)
- 1974 – Rör inte den vita kvinnan (manus, regi och roll)
- 1976 – Den sista kvinnan (manus och regi)
- 1978 – Apans dröm (manus och regi)
- 1979 – Fristad - mannen som vägrade bli vuxen (manus och regi)
- 1981 – Smutstvätt (manus och regi)
- 1991 – La casa del sorriso (manus och regi)